# Isla Guárico
Isla Guárico es el nombre de una isla fluvial al occidente de Venezuela que administrativamente hace parte del Municipio Páez, parte del Distrito del Alto Apure del Estado Apure, que a su vez está agrupada en la Región de los Llanos, en las coordenadas geográficas 07°05′05″N 70°32′09″O / 7.08472, -70.53583 cerca de la frontera con Colombia.